# Augustaion
El Augustaion (en griego: Αὐγουσταῖον) o, en latín, Augustaeum, era una importante plaza ceremonial en la Constantinopla antigua y medieval (la moderna Estambul, Turquía), que se corresponde aproximadamente con la moderna Santa Sofía (en turco: "Ayasofya"). Originada como mercado público, en el siglo VI se transformó en un patio cerrado rodeado de pórticos y sirvió de espacio de enlace entre algunos de los edificios más importantes de la capital del imperio bizantino. La plaza sobrevivió hasta finales del período bizantino, aunque en ruinas, las huellas eran todavía visibles a principios del siglo XVI.

## Historia
La plaza se remonta a la antigua Bizancio, antes de su conversión en capital imperial por Constantino el Grande. Cuando el emperador romano Septimio Severo (r. 193-211) reconstruyó la ciudad, erigió una gran plaza rodeada de pórticos, de ahí el nombre de Tetrastoon ("cuatro estoas"). En el centro de la plaza había una columna con una estatua del dios Helios. En la década de 320, Constantino adornó su nueva capital elegida con muchos edificios nuevos monumentales. Sus actividades incluyeron nuevas estructuras alrededor del Tetrastoon, mientras que el Augustaion fue, probablemente en ese momento, construido en su parte oriental y nombrado en honor a una columna de pórfido que soportaba una estatua de su madre, la Augusta Helena de Constantinopla. Fue reconstruido en el 459 bajo el emperador León I (r. 457-474), y de nuevo en la década del 530, después de ser destruido en los disturbios de Niká, por el emperador Justiniano I (r. 527-565). En su forma original, la plaza estaba abierta al público y funcionaba como mercado de alimentos de la ciudad (ágora), pero después de la reconstrucción de Justiniano, se convirtió más bien en un patio cerrado donde el acceso estaba restringido. Los escritores bizantinos del siglo VII se refieren a ella tan explícitamente como una corte o patio (αὐλή, αὐλαία, προαύλιον) de Santa Sofía.
El Augustaion de Justiniano sobrevivió casi sin cambios a través de los siglos siguientes. A finales del siglo XIII, tras la recuperación de la ciudad del Imperio latino, la plaza y sus edificios adyacentes parecen haber sido propiedad de Santa Sofía. Sin embargo, a principios del siglo XV, el viajero italiano Cristoforo Buondelmonti informó que la plaza estaba en ruinas, y en el momento de la estancia de Pierre Gilles en la década de 1540, únicamente quedaban los fragmentos de siete columnas.

## Ubicación y descripción
El Augustaion se encontraba en la parte oriental de Constantinopla, que en los períodos del principio y mitad del imperio bizantino constituía el centro administrativo, religioso y ceremonial de la ciudad. La plaza era un espacio rectangular abierto, encerrado en un pórtico con columnas (peristilo), probablemente añadido por primera vez en la reconstrucción del año 459 y restaurado por Justiniano I.
Sus dimensiones exactas son imposibles de determinar hoy en día; Rodolphe Guilland sugirió que tenía una forma rectangular de 85 m de largo y 60-65 m de ancho.

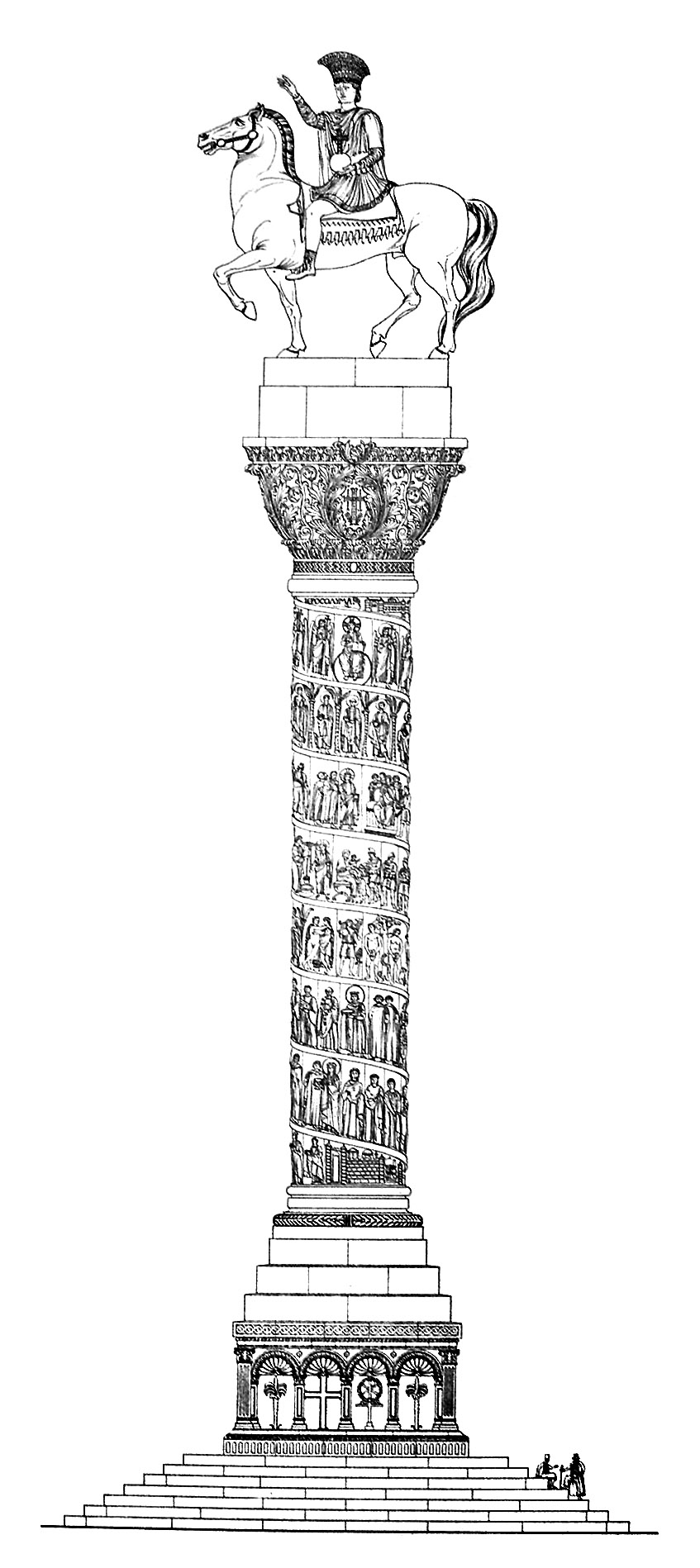
Reconstrucción de la Columna de Justiniano, que dominaba la plaza después del siglo VI. Con la representación de un friso narrativo helicoidal alrededor de la columna, a la manera de la Columna de Trajano, es errónea.

Encerrado por todos los lados, el Augustaion entró en su lado oeste y sur, respectivamente a través de las Puertas de Melete y Pinsos, desde la Mese, la principal vía de la ciudad. Directamente fuera del cuadrado estaba el Milion, el marcador de la milla desde el cual se medían todas las distancias en el imperio. Al norte, estaba limitado por la catedral de Santa Sofía y el palacio del Patriarca de Constantinopla ("Patriarcheion"), al este por una de las dos casas del Senado bizantino de la ciudad, construida por Constantino I o Juliano el Apóstata (r. 360-363) y reconstruido por Justiniano con un porche de seis grandes columnas que adornan su frente. Junto al senado, en la esquina sureste se encontraba la monumental puerta Chalkē, la entrada al recinto del gran palacio imperial, mientras que al suroeste se encontraban los grandes Baños de Zeuxippos y el extremo norte del Hipódromo. En el siglo VII, probablemente bajo el patriarca Tomás I (r. 607-610) se erigió en el lado sudeste de la plaza una gran basílica de tres pisos llamada Thōmaitēs (Θωμαΐτης). Era un salón de recepción asociado a la residencia patriarcal, que contenía también la biblioteca del Patriarcado, y sobrevivió hasta el siglo XVI.
La plaza en sí estaba pavimentada con mármol, como se descubrió en las excavaciones, y tenía varias estatuas, además de la ya mencionada estatua de la Augusta Helena. Los siglos VIII y IX Parastaseis syntomoi chronikai registran una estatua del propio Constantino I, de pie en una columna y flanqueada por las estatuas de sus tres hijos, Constantino II (r. 337-340), Constante (r. 337-350) y Constancio II (r. 337-361), a las que más tarde se añadieron estatuas de Licinio (r. 308-324) y de Juliano el Apóstata. En el reinado de Teodosio I el Grande (r. 379-395), el conjunto fue reemplazado por una estatua ecuestre de plata del emperador, de pie en una columna, y de nuevo flanqueado a nivel del suelo por las estatuas de sus hijos, Arcadio (r. 395-408) y Honorio (r. 395–423). Una estatua de bronce de Elia Eudoxia en una columna también estaba en el cuadrado. El ruido y los rituales paganos que acompañaron la inauguración de la estatua fueron criticados por el Patriarca Juan Crisóstomo, provocando la ira de la Emperatriz y su posterior destitución y exilio. La base de la estatua fue descubierta en 1848 y ahora está ubicada en el jardín de Santa Sofía. Después de la reconstrucción de Justiniano I, la característica principal de la plaza fue una columna de altura erigida en el 543 en el extremo occidental de la plaza para conmemorar sus victorias. Estaba coronada por una estatua ecuestre del propio Justiniano, reutilizando partes de la estatua de Teodosio, y se complementaba con un grupo de tres reyes bárbaros arrodillados ante ella y ofreciendo tributo. Sobrevivió hasta el siglo XVI, cuando fue demolida por el Imperio otomano.